# グランドフォークス郡 (ノースダコタ州)
グランドフォークス郡（英: Grand Forks County）は、アメリカ合衆国ノースダコタ州の北東部に位置する郡である。2010年国勢調査での人口は66,861人であり、2000年の66,109人から1.1％増加した。郡庁所在地は州内第3の都市グランドフォークス市（人口52,838人）であり、同郡で人口最大の町でもある。グランドフォークス郡はミネソタ州ポーク郡と共にグランドフォークス大都市圏を構成している。

## 地理
アメリカ合衆国国勢調査局に拠れば、郡域全面積は1,440平方マイル (3,729.6 km2)であり、このうち陸地は1,438平方マイル (3,724.4 km2)、水域は2平方マイル (5.2 km2)で水域率は0.14％である。

### 主要高規格道路
| - 州間高速道路29号線 - アメリカ国道2号線 - アメリカ国道81号線 | - ノースダコタ州道15号線 - ノースダコタ州道18号線 - ノースダコタ州道32号線 |

### 隣接する郡
- ウォルシュ郡 - 北
- ポーク郡 (ミネソタ州) - 東
- トレイル郡 - 南東
- スティール郡 - 南西
- ネルソン郡 - 西

### 国立保護地域
- ケリーズスロー国立野生生物保護区
- リトルグース国立野生生物保護区

## 人口動態

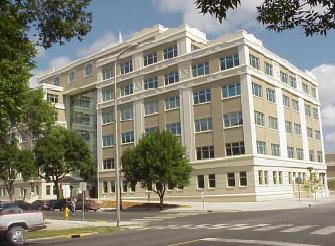
グランドフォークス市中心部、郡庁舎の道路向かいにあるグランドフォークス郡政府庁舎

以下は2000年国勢調査による人口統計データである。
| 基礎データ - 人口: 66,109人 - 世帯数: 25,435 世帯 - 家族数: 15,617 家族 - 人口密度: 18人/km2（46人/mi2） - 住居数: 27,373軒 - 住居密度: 7軒/km2（19軒/mi2） 人種別人口構成 - 白人: 93.00% - アフリカン・アメリカン: 1.37% - ネイティブ・アメリカン: 2.31% - アジア人: 0.98% - 太平洋諸島系: 0.07% - その他の人種: 0.72% - 混血: 1.57% - ヒスパニック・ラテン系: 2.06% 先祖による構成 - ノルウェー系：31.6％ - ドイツ系：26.1％ - アイルランド系：5.5％ 年齢別人口構成 - 18歳未満: 23.8% - 18-24歳: 19.6% - 25-44歳: 28.8% - 45-64歳: 18.2% - 65歳以上: 9.6% - 年齢の中央値:29歳 - 性比（女性100人あたり男性の人口） - 総人口: 103.7 - 18歳以上: 102.3 | 世帯と家族（対世帯数） - 18歳未満の子供がいる: 32.4% - 結婚・同居している夫婦: 49.5% - 未婚・離婚・死別女性が世帯主: 8.8% - 非家族世帯: 38.6% - 単身世帯: 28.3% - 65歳以上の老人1人暮らし: 8.2% - 平均構成人数 - 世帯: 2.43人 - 家族: 3.03人 収入と家計 - 収入の中央値 - 世帯: 35,785米ドル - 家族: 46,620米ドル - 性別 - 男性: 30,079米ドル - 女性: 21,426米ドル - 人口1人あたり収入: 17,868米ドル - 貧困線以下 - 対人口: 12.3% - 対家族数: 8.0% - 18歳未満: 12.0% - 65歳以上: 7.6% |

## 都市と町

### 都市
都市名の後の数字は2010年国勢調査での人口を示す。
| - 1. グランドフォークス 52,838 - 郡庁所在地 - 2. ラリモア 1,346 - 3. トンプソン 986 - 4. ノースウッド 945 - 5. エメラド 414 | - 6. マンベル 360 - 7. レイノルズ 301 （小部分はトレイル郡内） - 8. ギルビー 237 - 9. ナイアガラ 53 - 10. インクスター 50 |

注: ノースダコタ州の法人化された自治体は、その大きさに拠らず全て「市」になる

### 国勢調査指定地域
- グランドフォークス空軍基地

### その他の町
- アービラ
- メキノック

### 郡区
| - アグネス - アレンデール - アメリカス - アービラ - エイボン - ベントルー - ブルーミング - ブレナ - チェスター - エルクマウント | - エルムグローブ - フェアフィールド - ファルコナー - フェリー - ギルビー - グレイス - グランドフォークス - ヘグトン - インクスター - ジョンズタウン | - レイクビル - ラリモア - レバント - リンド - ローガンセンター - ロレッタ - メキノック - ミシガン - モレーヌ - ナイアガラ | - ノースウッド - オークビル - プレザントビュー - プリマス - ライ - ストラベイン - タートルリバー - ユニオン - ウォール - ワシントン | - ホィートフィールド |